# Charles Nicholson
Charles Nicholson (1795-1837) var en britisk fløjtenist og komponist, som regelmæssigt spillede i London. Han var solist ved mange Royal Philharmonic Society-koncerter fra 1816-1836 og førstefløjtenist i teaterorkestrene. Han turnerede ekstensivt i Storbritannien, men aldrig i det øvrige Europa. Udover at undervise mange elever skrev han studier i fløjtespil, som blev udgiver gennem det 19. århundrede.